# New Salem (Massachusetts)
Pour les articles homonymes, voir New Salem.
New Salem est une ville du comté de Franklin située dans l'État du Massachusetts, aux États-Unis.
Au recensement de 2010, sa population était de 990 habitants ; elle fait partie de l'aire métropolitaine de Springfield (Springfield Metropolitan Area).

## Géographie

### Communes limitrophes
New Salem se trouve à l'angle sud-est de la vallée de Franklin, et ses terres s'étendent vers le sud entre le comté de Hampshire et le comté de Worcester. La ville est bordée par Orange au nord, Athol au nord-est, Petersham à l'est, Ware au sud, Belchertown au sud-est et Pelham, Shutesbury et Wendell à l'ouest. En raison du Quabbin Reservoir, il n'y a aucun lien terrestre entre New Salem et Pelham, Belchertown ou Ware.
| Wendell    | Orange    | Athol       |
| Shutesbury | New Salem | Petersham   |
| Pelham     | Ware      | Belchertown |

Depuis le centre-ville, New Salem se trouve à 19 miles (31 km) à l'est-sud-est du siège du comté de Greenfield, 35 milles (56 km) au nord-nord-est de Springfield, 40 milles (64 km) au nord-ouest de Worcester et 75 milles (121 km) à l'ouest de Boston.

### Hydrographie et relief

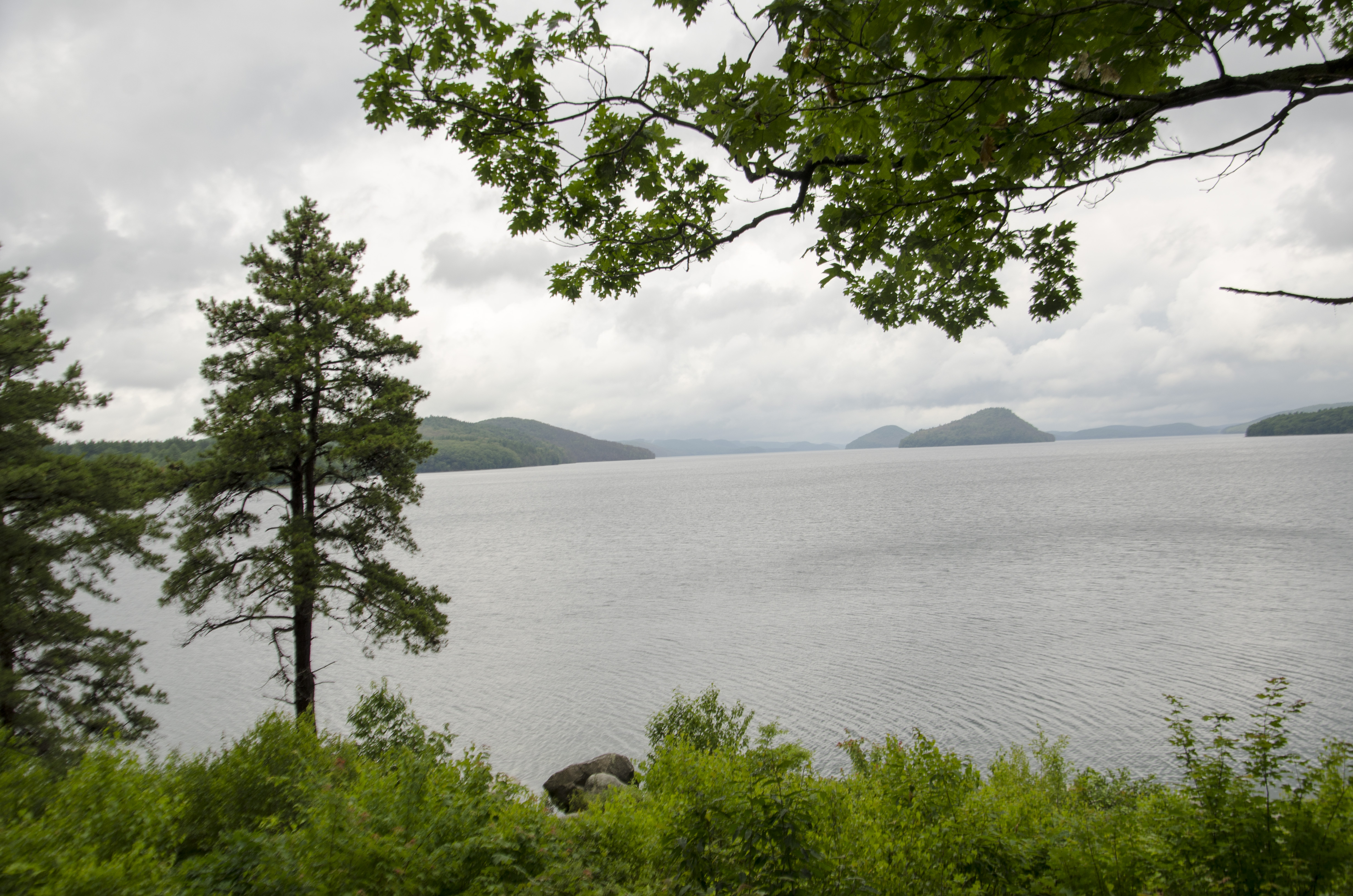
Le Quabbin Reservoir depuis le territoire communal de Ware.

Les frontières actuelles de New Salem sont tracées par les anciens lits ouest et centraux de la rivière Swift, qui sont maintenant submergées dans le Quabbin Reservoir qui délimite toute la partie ouest, sud et est de la municipalité.
La terre des deux presqu'îles qui s'avancent sur le Quabbin Reservoir est maintenant connue sous le nom de Prescott Peninsula (Péninsule de Prescott) ; ce territoire contient les points les plus élevés de la ville avec Mount Pleasant et Prescott Hill (dont cette dernière faisait partie de Pelham).
New Salem possède également plusieurs îles dans le Quabbin Reservoir, y compris celles de la Russ Mountain et du Mount L. Une grande partie des terres de la ville d'origine était surélevée, descendant vers l'est et vers les marais près du lac Rohunta, le long de la ville d'Athol. Une petite section de forêt domaniale est située près de ce lac, avec d'autres sections dispersées dans la partie ouest de la municipalité.

### Superficie
Selon le Bureau du recensement des États-Unis, la ville a une superficie totale de 58,6 milles carrés (151,9 km²), dont 44,8 milles carrés (116,0 km²) de terre et 13,9 milles carrés (36,0 km²) d'eau, soit 23,69 % du territoire.
En raison des terres de la péninsule de Prescott, New Salem est la plus grande ville du comté de Franklin et la plus grande communauté de l'ouest du Massachusetts (comtés de Hampden, Hampshire, Franklin et Berkshire).
C'est la vingt-et-unième plus grande municipalité en termes de superficie des 351 villes et villages du Commonwealth du Massachusetts.

### Voies de communication et transports
Aucune autoroute ou autoroute à accès limité ne traverse le territoire de New Salem, et la seule route principale située à proximité est la Massachusetts Route 2 qui passe par Orange, un peu plus au nord.
L'accès le plus facile à New Salem se trouve le long de la route américaine 202 (U.S. Route 202), qui part de Pelham à l'ouest et traverse le centre-ville avant de se diriger en direction du nord et d'Orange, vers la Massachusetts Route 2.
La Route 122, qui entre à l'est de New Salem depuis la ville de Petersham, se dirige vers le nord-ouest en direction de l'U.S. Route 202 avant d'entrer dans Orange.
L'aéroport d'aviation générale le plus proche est l'aéroport municipal d'Orange (Orange Municipal Airport - KORE), au nord, et le service aérien national le plus proche est accessible à l'aéroport international de Bradley dans le Connecticut, à environ 80 km au sud de la ville.

## Toponymie
New Salem tient son nom de la colonie Salem qui fonda la ville en 1737.

## Histoire
New Salem a été colonisée pour la première fois en 1737 et a officiellement été incorporée en 1753.

### Essor du Quabbin Reservoir
La création du Quabbin Reservoir entre 1930 et 1939 a grandement bénéficié à l'expansion du territoire géographique de la petite ville : avant la fondation du lac, New Salem ne s'étendait pas beaucoup plus au sud que le village de Colleyville (situé désormais le long de l'U.S. Route 202), mais la formation du Quabbin Reservoir offrit à la ville toutes les nouvelles terres se trouvant au-dessus de la ligne d'eau entre les deux presqu'îles de l'actuelle Péninsule de Prescott, car étant la seule connexion terrestre possible avec la péninsule.
Avec la formation de ses frontières sud suivant les anciens bras de la rivière Swift, New Salem comprend aujourd'hui la majeure partie de l'ancienne ville de Prescott (à l'exception d'un coin à l'est du lit central de la rivière Swift raccordé à Petersham) ainsi que de Greenwich et Enfield.

### L'actuelle réserve de Quabbin

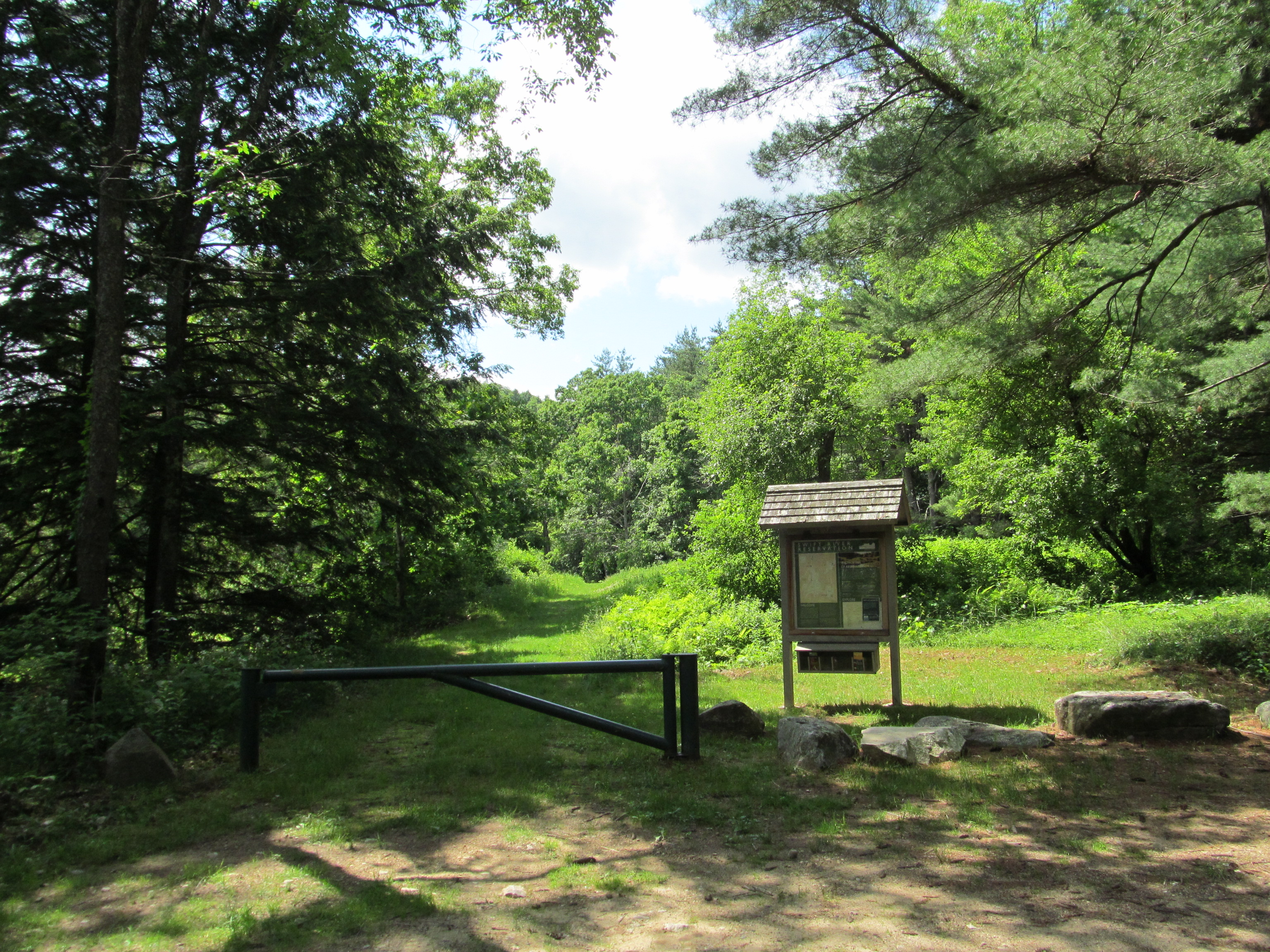
Entrée de la Réserve de la rivière Swift (Swift River Reservation).

Toutes les terres acquises par New Salem grâce à l'annexion faisaient autrefois partie du comté de Hampshire, et aujourd'hui la plupart des terres que la ville a gagnée sont interdites d'accès et protégées dans le cadre de la réserve de Quabbin, qui est administrée par le Massachusetts Department of Conservation & Recreation (DCR).
En 2011, l'observatoire de Radioastronomie de Quabbin (Five College Radio Astronomy Observatory) installé dans la région depuis 1969 et qui accueillait près d'une centaine de scientifiques chaque année, a été déclassé et son bâtiment détruit. Jusqu'en 2011, seuls les chercheurs de l'observatoire étaient autorisés à accéder à la réserve de Quabbin. Depuis, seuls les membres de la Swift River Historical Society font une visite annuelle de la région et de la Péninsule de Prescott en bus. Aucun autre accès n'est autorisé.

## Personnalités liées à la ville
- Adam Schoenberg, compositeur américain ;
- Elisha Hunt Allen (1804-1883), membre du Congrès des États-Unis venue du Maine ; Consul à Hawaï[2] ;
- Shepard Cary (1805-1866), représentant américain du Maine ;
- Hiram Giles (1820-1895), législateur de l'État du Wisconsin[3] ;
- Joshua Mason Macomber (1811-1881), éducateur et médecin ;
- William Stacy (1734–1802) et Benjamin Haskell, deux remarquables patriotes de New Salem durant la guerre d'Indépendance américaine, honorés par la commission du cent cinquantenaire de New Salem[4].

## Dans la culture
L'écrivain américaine L.J. Smith situe les évènements de sa saga littéraire Le Cercle Secret dans la ville de New Salem, Massachusetts.

## Galerie

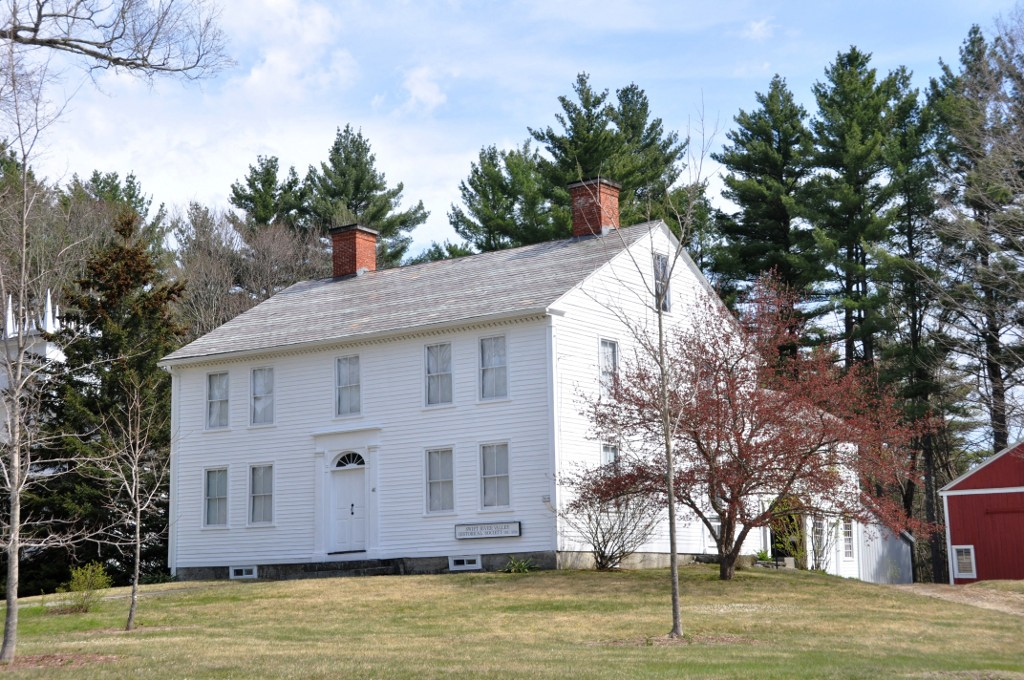
Whitaker Clary House, transformée en musée par la Swift River Valley Historical Society[5].
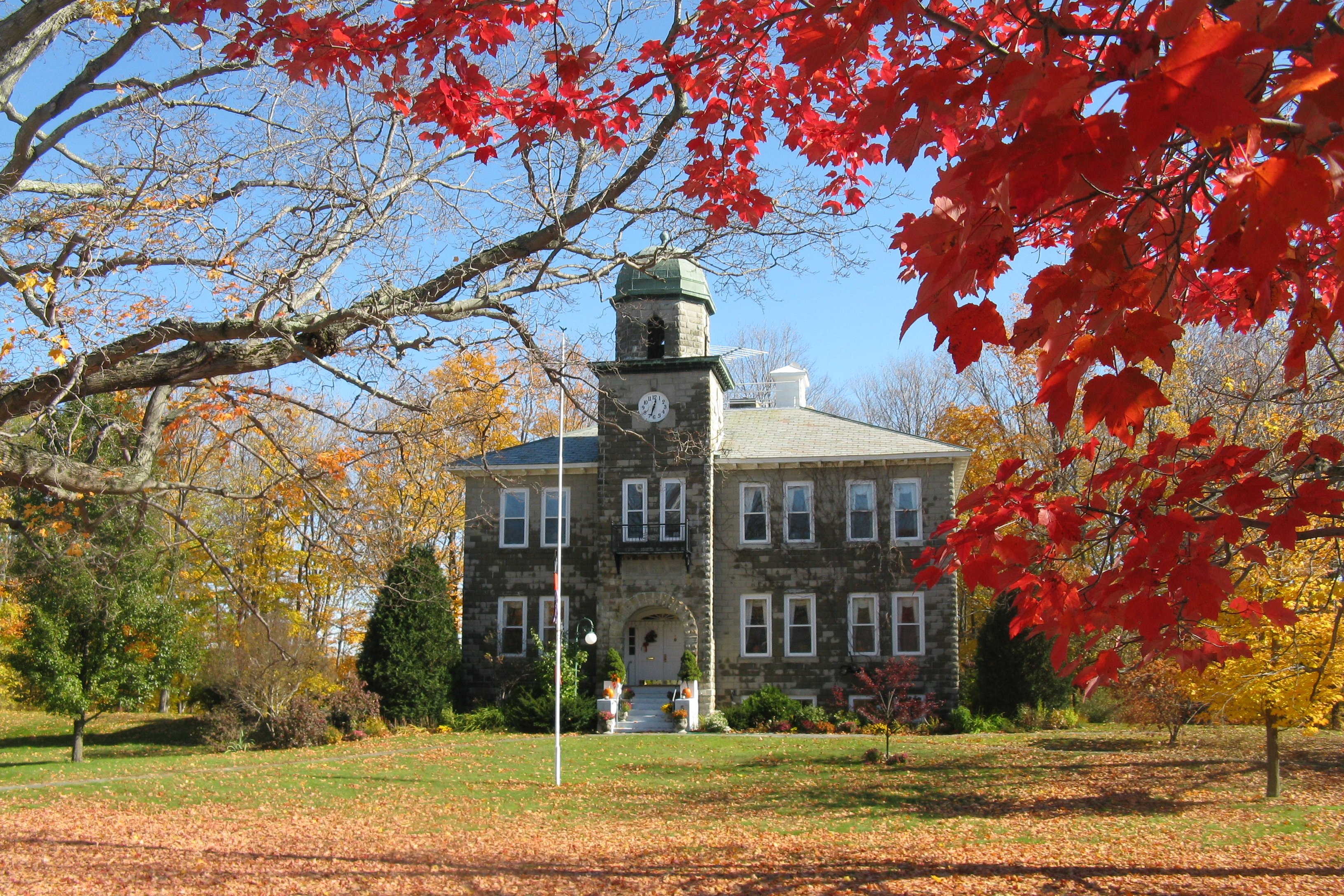
New Salem Academy.
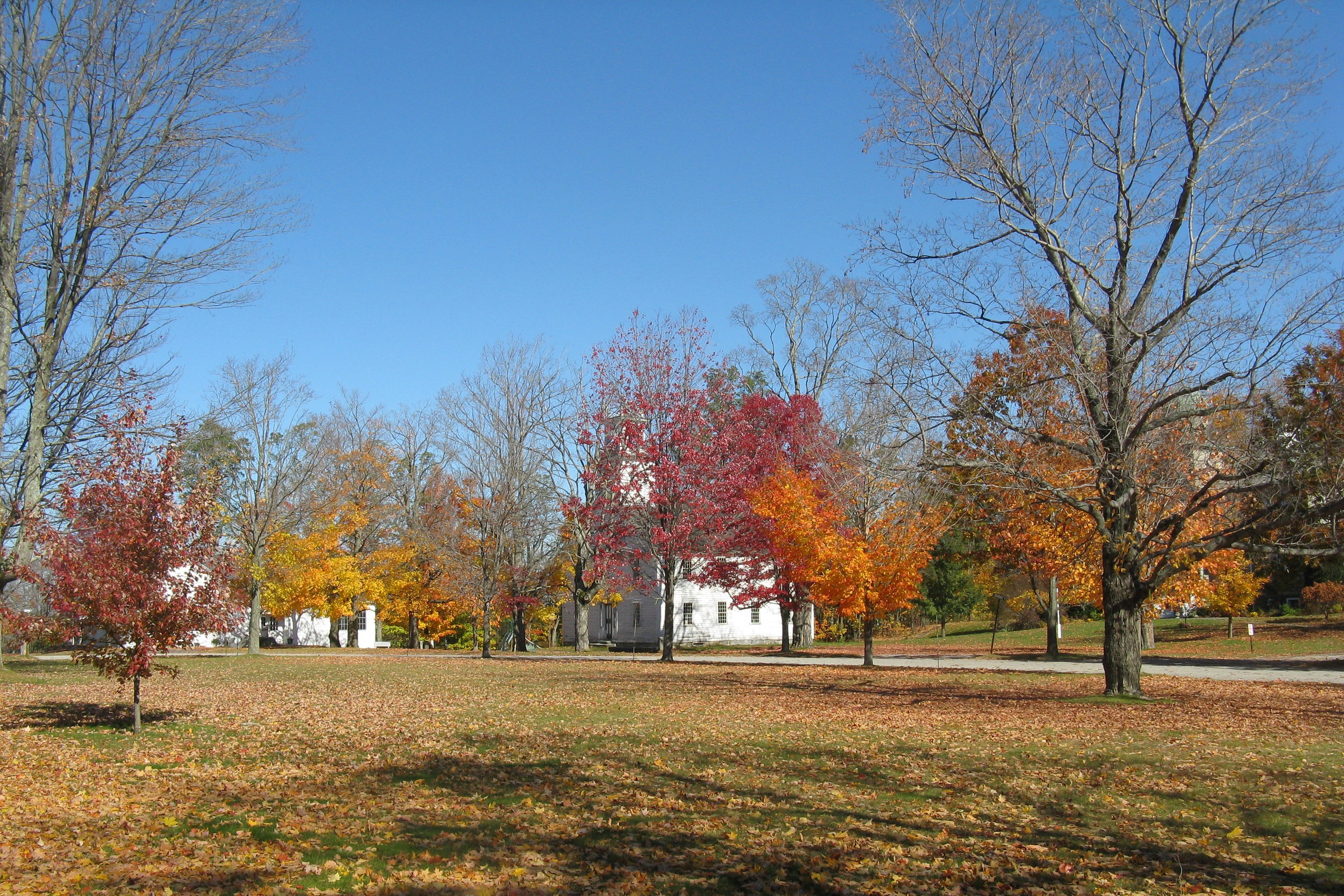
Musée du New Salem Academy.
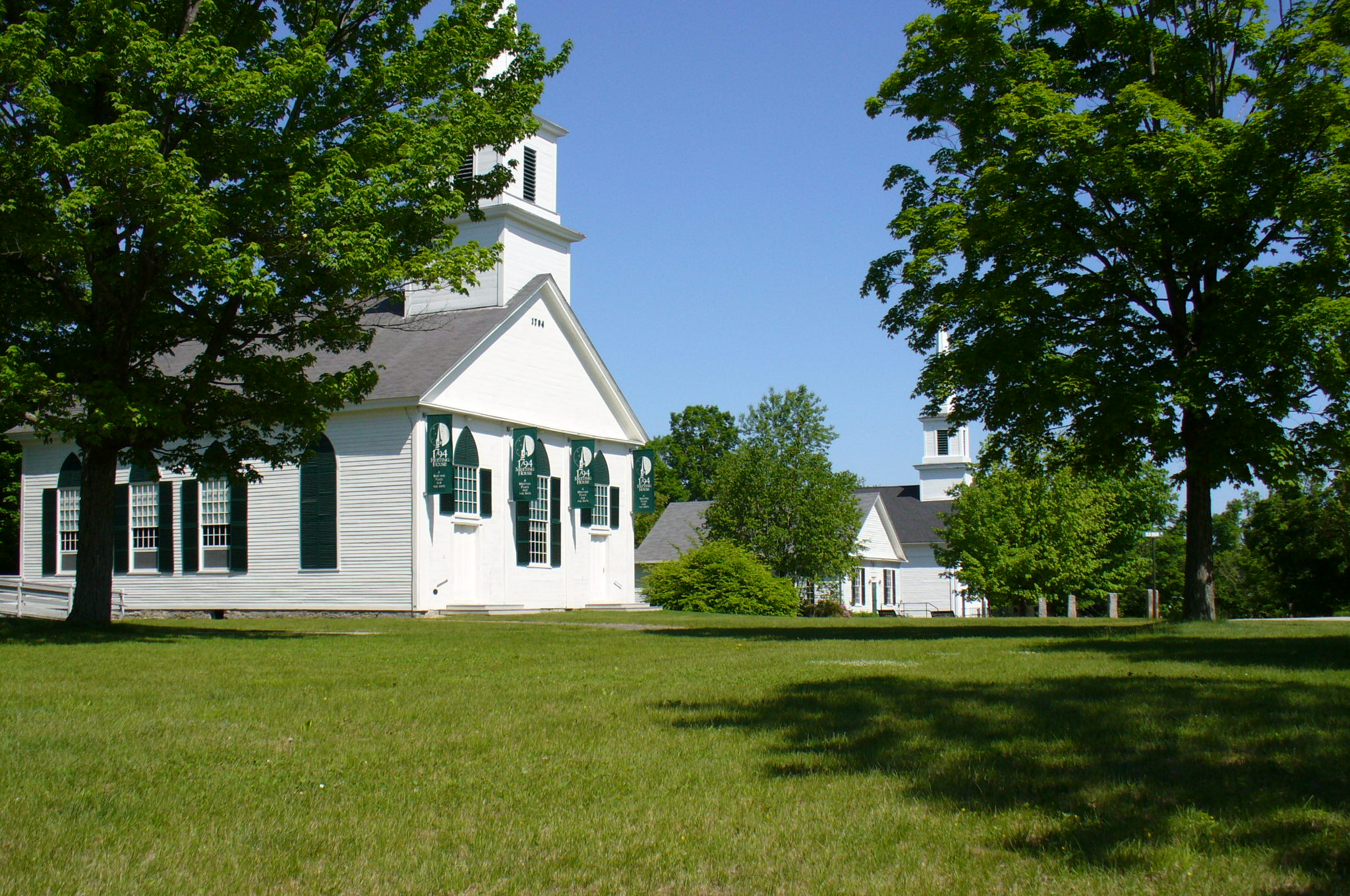
New Salem Common Historic District.
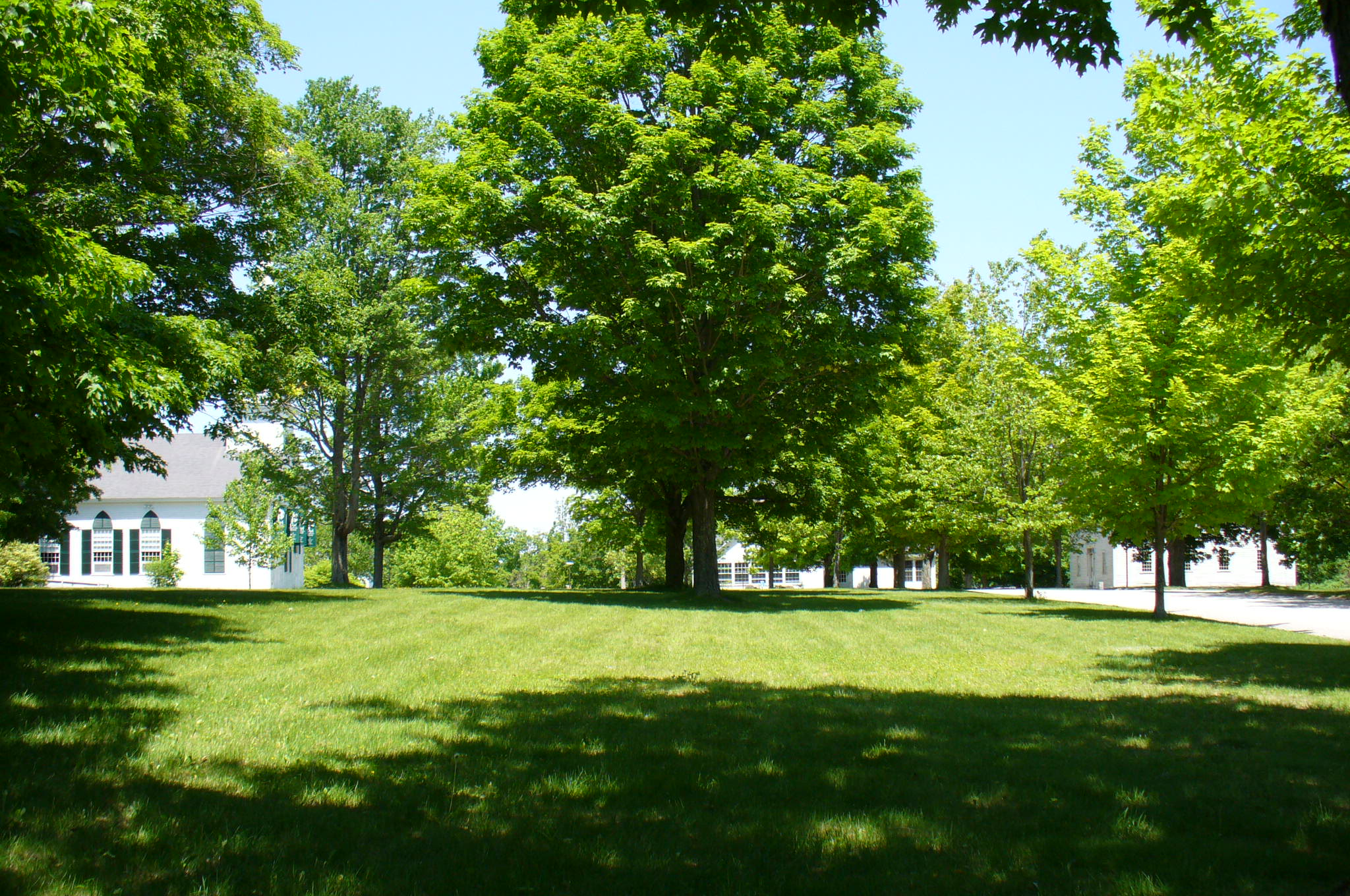
Centre de New Salem.